# 沈宗隆
沈宗隆（1959年4月27日—），外號「黑龍」，臺灣中國國民黨籍政治人物，雲林縣人，現任雲林縣議會議員，曾任雲林縣土庫鎮鎮長、雲林縣議會第13－14屆議員、第16屆副議長、第18－20屆議長。2023年3月，因為有收受綠能廠商達德風電賄賂的嫌疑，被臺灣雲林地方檢察署聲請羈押，後請辭議長。

## 早期生涯
沈宗隆出身臺灣雲林縣土庫鎮，1959年4月27日生。他是永年中學的傑出校友。1981年7月，遭外號「短呆仔」的蔡順超刺殺未遂。
有不具名的地方人士說，沈宗隆早年還經營過土方、砂石生意，並與張榮味有仇，雙方曾經在街頭槍戰，張榮味跳水溝逃生。二人的恩怨後來由林清標出面調和，這段故事成為電影《台西風雲》的素材。

## 踏入政壇
1990年，沈宗隆回到土庫老家，參加雲林縣土庫鎮民代表會第14屆代表選舉，首次參選即以最高票當選，並被當屆代表選為代表會主席。接著，他在3年後當選雲林縣議會第13屆議員，連任一屆後，2002年當選土庫鎮鎮長，嗣後又參選議員。他從雲林縣議會第16至20屆，連任五屆議員，並於第16屆當選副議長，第18至20屆連任三屆議長。
2000年9月，沈宗隆加入中國國民黨，成為該黨的黨員。隔年獲中國國民黨提名參加雲林縣土庫鎮鎮長選舉，同額競選當選。
2005年，獲中國國民黨提名參加雲林縣議會第3選舉區議員選舉。當選議員後，2006年3月1日當選縣議會第16屆副議長。年底審議縣府總預算散會後，與議員詹捷凱互毆，現場議員隨即開始打群架。
2014年當選縣議會第18屆議長。2018年、2022年，連任議長。沈宗隆主持議事公正，相當尊重、包容不同立場議員的意見，受到跨黨派議員的敬重。

## 個人生活
沈宗隆說話直接，為人客氣，私底下風趣、幽默。
按照當地媒體《聯合報》的報導，沈宗隆1983年被「劫囚」時，妻子的姓名是李麗玉。2002年涉及棄土弊案時，妻子的姓名是沈李于綸。2023年涉及收受綠能廠商賄款案時，妻子的姓名是李安倩。

## 涉嫌參與的刑事案件

### 1983年雲林地方法院劫囚案
沈宗隆1983年間，曾在臺灣雲林地方法院法庭門口被「劫囚」，轟動全臺。
本案背景是，羅清錦（經執行死刑）因故到土庫鎮馬光厝找外號「阿味」的不明人士尋仇，將其打到重傷，褒忠鄉人章金樹為了替「阿味」報仇，獲悉留安元與羅某熟識，遂持槍押著留某找羅某報仇。此事被臺北市外號「廖大仔」的另名不明人士得知後，因「廖大仔」與章金樹有過節，遂提供留某一把手槍，留某便與舊識沈宗隆一起行兇，持槍於1981年11月16日，在褒忠鄉中勝村將章金樹擊傷。
1983年7月10日，留安元在臺北市被警察逮捕（沈宗隆稍早在雲林縣已經被逮），扭送臺灣雲林地方法院檢察處偵訊。7月19日上午，雲林地方法院推事范仁勳提訊被羈押的沈宗隆和留安元，訊後告知將二名嫌犯還押。法警洪謀丁、陳雨田、王志聖、周順天押著二人走出法庭時，忽然有四位地方青少年黃清義（持美製左輪手槍，時年15歲）、林和順（持土製手槍，22歲）、李培元（持彈簧刀，21歲，臺西崙仔頂人）、林明甫（未持武器，23歲，臺西人）衝上前來「劫囚」，與法警拉扯後，成功將留、沈二人帶走，坐上由丁學經（當時18歲）駕駛的汽車離開。當時，沈宗隆年僅24歲。
檢警向媒體透露，刑事警察局獲得風聲，可能是因為留安元被多個黑道幫派利用來殺人，得悉太多秘密，因而要殺人滅口。警方提供新台幣10萬元獎金，徵求有關線索。這起事件被政府高度重視，中華民國法務部部長李元簇、臺灣高等法院檢察處首席檢察官石明江為此赴雲林地檢處巡視。監察院也派兩名監察委員，赴雲林調查本案相關人員是否失職，及嫌疑犯監護措施是否妥當。
7月29日，內政部警政署發布「緊急查緝和查尋專刊」，將留安元、沈宗隆、李培元、林明甫、章金樹，及許金德、陳耀國、藍信祺、吳輝雲、葉榮添等人，列入「十大要犯」，要求各地警察嚴加查緝。8月5日晚間，沈宗隆在臺中市被捕。劫囚案破案後，雲林地方法院第一審對沈宗隆以脫逃論罪，處5年有期徒刑。1986年10月，沈宗隆出獄，北上工作，曾經賭博，也在酒店帶過小姐。

### 1994年正副議長選舉賄選案
1994年間，雲林縣議會辦理正副議長選舉，議員分裂成支持縣長廖泉裕的派系與支持議長張榮味的派系，沈宗隆屬「縣長派」。「縣長派」當時在關聖帝君廟宇發誓，將推出共同認可的正副議長人選，對抗尋求連任的張榮味。
臺灣雲林地方法院檢察署查出，選前縣議員的金融帳戶有上百萬、上千萬不明款項出入，乃組成正副議長選舉查賄專案小組，於3月16日偵訊沈宗隆等數十名議員。沈宗隆獲無保飭回。

### 1999年土庫鎮非法棄土弊案
沈宗隆涉入非法棄土弊案，辦案人員經臺灣高等法院檢察署查緝黑金特偵組檢察官侯寬仁指揮，搜索沈宗隆家中與土庫鎮公所，及沈宗隆妻子登記為負責人的懷鼎顧問公司。沈宗隆原本不在調查局約談對象中，但因為他在妻子受約談時前往「關心」，辦案人員便順道約談他，最後認為他可能涉案，被雲林地檢署聲請羈押，並經雲林地方法院裁定准許。本案，沈宗隆判刑10個月有期徒刑確定。

### 2006年長庚雲林分院行賄案
雲林地檢署2008年底認定雲林縣縣長蘇治芬向璟美科技公司及長庚雲林分院索賄，並將長庚醫院賄款用於圖利縣議員沈宗隆。沈宗隆被求刑13年、褫奪公權8年，追繳不法所得1,600萬元。沈宗隆接受媒體記者採訪時回應：收受長庚醫院麥寮分院營建商的1,600萬元，乃是商業行為，與縣長蘇治芬無關。
雲林地方法院第一審判決蘇治芬、沈宗隆在長庚醫院案均無罪。沈宗隆部分無罪的原因是：雖然他的確收受1,600萬元，但檢察官的證據無法證明這筆錢是用於收買其它議員，以使工程順利進行，基於有疑利於被告的原則，法院認定這與他執行副議長職務無關。

### 2013年斗六毆打稅務人員案
沈宗隆夫婦於2013年，在雲林縣斗六市經營的芒果冰館「熱情小子」加盟店開幕時，因中區國稅局雲林分局勸導建議開立統一發票，出言恐嚇並唆使他人打傷稅務人員。本案，沈宗隆犯妨害公務罪遭判刑4個月確定。

### 2023年達德風電行賄案
2023年3月，因為有收取風電廠商達德風電賄賂的嫌疑，被臺灣雲林地方檢察署聲請臺灣雲林地方法院予以羈押。經裁定以200萬元交保後，檢察署向臺灣高等法院臺南分院提起抗告，又經臺南高分院裁定發回雲林地院。雲林地院更為裁定，羈押禁見。沈宗隆向臺南高分院提起抗告，被駁回。沈宗隆因本案被羈押78天，於2023年6月2日經雲林地方法院裁定300萬元交保，並諭知限制出境、出海。接受偵查期間，沈宗隆認罪，並且將犯罪所得2,000萬繳交國庫。
案經雲林地檢署於2023年7月28日偵查終結，向雲林地方法院以《貪汙治罪條例》收受賄賂罪起訴沈宗隆及另名雲林縣議員王又民。隨後，沈宗隆對外宣布，將在法院開準備程序庭後請辭議長，展現他接受司法裁判的誠意，並在10月13日時以「生涯規劃」為由正式請辭。

## 外部連結
- 沈宗隆議員（雲林縣議會官網）